# Monte Tehama
Il monte Tehama (in inglese Mount Tehama), è un vulcano andesitico estinto situato all'estremità meridionale della catena delle Cascate, nella California settentrionale. Situato al confine tra le contee di Shasta e Tehama, è compreso all'interno del parco nazionale vulcanico di Lassen. Dopo essere stato attivo tra 600.000 e 400.000 anni a.C. e aver raggiunto un'altezza di oltre 3.300 m, venne poi pesantemente eroso ed oggi mette in mostra i resti di una caldera e la montagna Brokeoff, la vetta principale sul suo bordo occidentale, alta 2.815 metri; il Tehama non è lontano da un altro vulcano nel parco, il Lassen Peak, attivo da 28.000 anni a meno di 7 km a nord. Mentre la regione fu decisamente colonizzata dall'inizio dell'Ottocento, le proprietà geofisiche e il conseguente potenziale turistico del vulcano furono sfruttati economicamente tra la metà di quel secolo e il successivo. Il panorama visto dalla vetta è molto apprezzato e gli appassionati si recano in loco perché interessati all'escursionismo o alle sciate, abbondanti soprattutto in inverno.

## Toponomastica
Tehama è un comune a sud di Red Bluff, nella California settentrionale, che ha dato il nome alla contea locale e al vulcano. Alcune delle sue vette, in particolare la Brokeoff, localizzata a circa 75 km a nord-est dell'agglomerato urbano, risultano visibili dalla cittadina e dalle pianure circostanti. Tehama, riportato talvolta come Tehemet, secondo Alfred Kroeber potrebbe essere stato un villaggio abitato dagli amerindi della tribù nomlaka, affiliata ai wintun. Clara Hisken suggerisce una spiegazione etimologica in cui Tehama si riferirebbe a una 'piccola città con grandi alberi'. Potrebbe anche significare, secondo lo storico Doug Kyle, "acqua alta" o "bassa pianura", descrivendo dunque una pianura alluvionale.
La montagna Brokeoff, punto più alto del Tehama, è così chiamata per la verticalità della sua parete nord, la quale, secondo il geologo operativo in zona nei primi anni Trenta del Novecento Howel Williams, richiamerebbe un'enorme frana.

## Geografia
Il monte Tehama si trova negli Stati Uniti d'America occidentali, al confine tra le contee di Shasta e Tehama, nel nord della California. Si trova a circa 40 km a nord-ovest del lago Almanor e a circa 70 km a ovest-sudovest del lago Eagle, con il Lassen Peak posizionato a soli 6,5 km a nord-est del punto più alto della montagna. Redding è approssimativamente 70 km a ovest-nordovest e San Francisco 160 km a sud-sud ovest. Il monte Tehama rientra nella catena delle Cascate, nell'omonimo arco vulcanico e nel parco di Lassen. La montagna è attraversata dalla Lassen Peak Highway, compresa nella California State Route 89 e il cui accesso è chiuso in inverno.

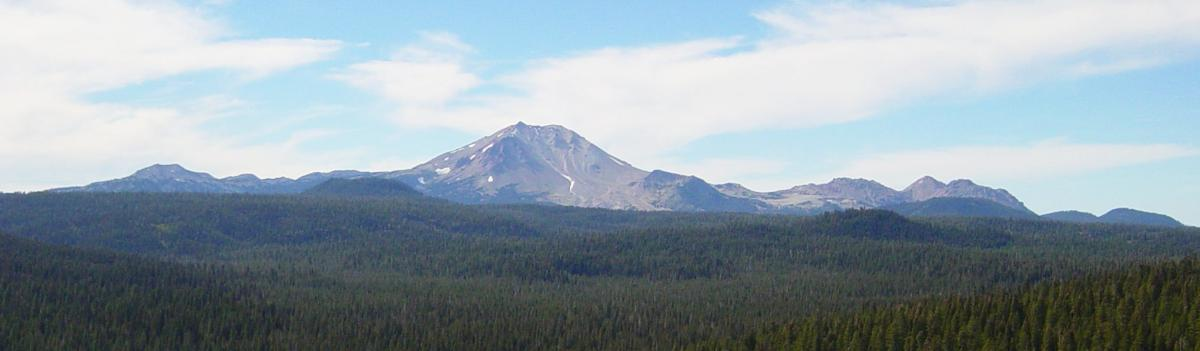
Panorama dal Cinder Cone del monte Tehama a sinistra, del Lassen Peak al centro e delle Chaos Crags a destra

### Topografia

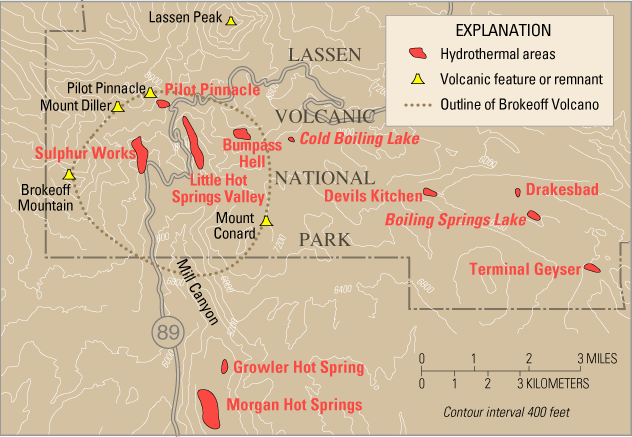
Carta geologica della regione vulcanica di Lassen; il monte Tehama è indicato come Brokeoff Mountain

Il Tehama è un vulcano estinto costituito dai resti di un'antica caldera e il cui pinnacolo, il monte Brokeoff sul bordo occidentale, tocca i 2.815 m sul livello del mare, diventando così la seconda vetta più elevata del parco nazionale vulcanico dopo il Lassen Peak. La sua prominenza topografica, misurata rispetto a quest'ultima, è pari a 279 metri. Le altre importanti vette sulla sommità sono il Diller (2.770 m) a nord-ovest, il Pilot Pinnacle (2.708 m) e l'Eagle Peak (2.811 m) a nord, l'Helen (2.695 m) a nord-est, il Bumpass (2.668 m) a ovest, il Conard (2.501 m) a sud-est e il Diamond Peak (2.429 m) nel centro della vecchia caldera. Questa è aperta a sud e forma due circhi naturali dove hanno origine i West e East Sulphur Creek per poi congiungersi nel torrente Mill. Non mancano alcuni laghi, ovvero l'Helen, a nord, il più grande, con un diametro di circa 400 m e una profondità di circa 30, l'Emerald, situato a poche centinaia di metri a ovest con 200 m di lunghezza e 150 di larghezza circa; tra Brokeoff e Diller si trovano i laghi Ridge le cui dimensioni non superano 100 m, il Forest, sul versante sud-est del Brokeoff.

### Geologia

Diagramma della zona tettonica della catena delle Cascate

L'arco vulcanico delle Cascate si formò 36 milioni di anni fa direttamente sopra una zona di subduzione formata dalla depressione della placca di Juan de Fuca sotto quella nordamericana. La catena delle Cascate cominciò ad assumere tra i 7 e i 5 milioni di anni a.C. l'aspetto attuale, all'inizio del Pliocene. Con la contemporanea separazione della placca Explorer e l'ispessimento della zona di subduzione, l'angolo del piano di Wadati-Benioff aumentò. L'attrito si fece più intenso, il rilievo aumentò e il vulcanesimo riprese. Come i principali vulcani delle High Cascades, il monte Tehama risulta compreso nella regione vulcanica di Lassen, dove l'attività vulcanica prosegue da oltre tre milioni di anni. Le origini si devono a una fase di intense eruzioni accadute intorno a 600.000 anni fa su una serie di faglie, la più potente delle quali superava di almeno cinquanta volte d'intensità quella avvenuta nel 1980 del monte Saint Helens. Durante il Pleistocene, costanti colate laviche di andesite fuoruscirono dalla caldera, rendendo più variegata la composizione minerale dei terreni locali e innalzando la montagna. In quella fase storica, il vulcano raggiunse le sue dimensioni massime, paragonabili a quelle del vicino Saint Helens, con un diametro di 18x24 km alla sua base e un'altitudine di oltre 3.300 m. Rimasto attivo per circa 200.000 anni, le eruzioni alternarono nubi ardenti a colate laviche andesitiche a base di olivina e altri minerali. Alla fine del Pleistocene, sul versante nord-est del Tehama si formò un cono che emetteva colate laviche dacitiche.

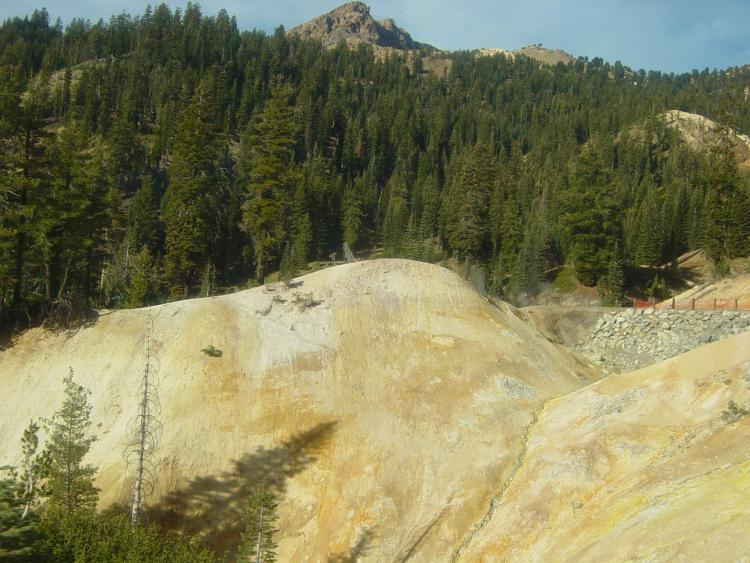
La sorgente calda di Sulphur Works, la quale si suppone giaccia direttamente sopra il vecchio camino kimberlitico

Con il tempo, l'erosione della struttura vulcanica si fece importante, specie per via dei ghiacciai, e andò accelerata dall'attività idrotermale, fino a quando non crollò. La dacite solidificata compose i rilievi del monte Conard e del Diamond Peak. Il resto dell'edificio vulcanico era una caldera di tre chilometri di diametro, il cui fondo era pieno di breccia. L'apertura a sud impedisce la formazione di un vasto lago vulcanico sulla scia del Crater. Parte dei resti del Tehama risultano oggi sepolti sotto Lassen Peak. Sulphur Works, un'area nota per i suoi forti odori putridi, viene considerata il centro dell'antica caldera, ovvero Diamond Point. Quando il Tehama si spense, il magma divenne in seguito più siliceo e l'attività vulcanica si spostò a nord, coinvolgendo il Lassen Peak e altre località.

### Clima

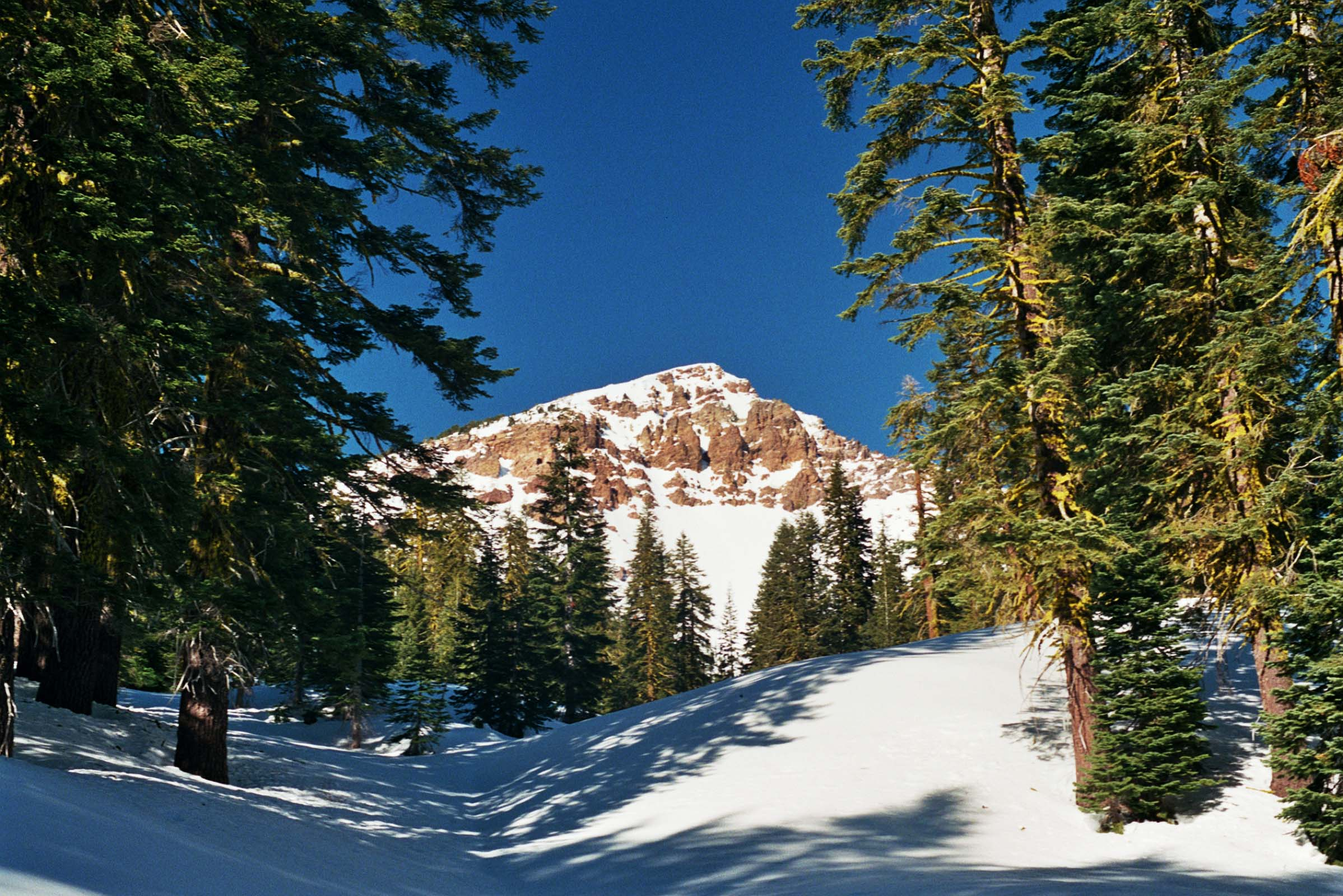
Il monte Brokeoff a dicembre

Le precipitazioni sul monte Tehama sono dovute, come in tutta la catena delle Cascate, a masse d'aria umide dell'Oceano Pacifico innescate dai venti prevalenti occidentali. Scontrandosi con i rilievi rappresentati dalla montagna e dovendo scorrere principalmente sul versante occidentale, l'ombra pluviometrica comporta piogge che si attestano in media a 1.000 mm (addirittura 1.800 mm nel 1983). Tale fenomeno si attesta anche in inverno sotto forma di nevicate: è così che spiega la sorprendente cifra record risalente al 1952 in cui la stazione del lago Manzanita, la più vicina e comparabile in termini di altitudine con il monte Tehama, a nord-ovest del Lassen Peak e sul versante occidentale delle Chaos Crags, registrò 8,40 m di neve accumulata. In alcune annate, le nevicate si trascinano fino a metà agosto.
| Stazione meteo del lago Manzanita, 1.783 m (1949-2012) | Mesi  | Mesi  | Mesi  | Mesi  | Mesi | Mesi | Mesi | Mesi | Mesi | Mesi  | Mesi  | Mesi  | Stagioni | Stagioni | Stagioni | Stagioni | Anno    |
| Stazione meteo del lago Manzanita, 1.783 m (1949-2012) | Gen   | Feb   | Mar   | Apr   | Mag  | Giu  | Lug  | Ago  | Set  | Ott   | Nov   | Dic   | Inv      | Pri      | Est      | Aut      | Anno    |
| ------------------------------------------------------ | ----- | ----- | ----- | ----- | ---- | ---- | ---- | ---- | ---- | ----- | ----- | ----- | -------- | -------- | -------- | -------- | ------- |
| T. max. media (°C)                                     | 5     | 5,9   | 7,2   | 10,7  | 15,9 | 21,1 | 26,2 | 25,3 | 22,1 | 15,8  | 8,4   | 5,5   | 5,5      | 11,3     | 24,2     | 15,4     | 14,1    |
| T. media (°C)                                          | −0,8  | −0,1  | 1,1   | 4,1   | 8,7  | 13,0 | 16,8 | 16,1 | 13,4 | 8,4   | 2,8   | −0,1  | −0,3     | 4,6      | 15,3     | 8,2      | 7,0     |
| T. min. media (°C)                                     | −6,6  | −6,2  | −4,9  | −2,4  | 1,4  | 4,9  | 7,6  | 6,7  | 4,7  | 1,1   | −2,9  | −5,5  | −6,1     | −2,0     | 6,4      | 1,0      | −0,2    |
| T. max. assoluta (°C)                                  | 18,9  | 20,0  | 21,1  | 25,6  | 31,1 | 36,1 | 36,1 | 35,6 | 35,6 | 31,1  | 25,6  | 20,0  | 20,0     | 31,1     | 36,1     | 35,6     | 36,1    |
| T. min. assoluta (°C)                                  | −25   | −23,9 | −21,7 | −18,9 | 11,7 | −7,2 | −3,3 | −2,2 | −7,2 | −12,2 | −16,7 | −25,0 | −25,0    | −21,7    | −7,2     | −16,7    | −25,0   |
| Precipitazioni (mm)                                    | 159,5 | 131,8 | 133,6 | 90,2  | 71,1 | 39,6 | 9,1  | 14,5 | 31,0 | 75,4  | 131,3 | 145,8 | 437,1    | 294,9    | 63,2     | 237,7    | 1 032,9 |
| Nevicate (cm)                                          | 92,7  | 86,1  | 88,6  | 57,9  | 19,1 | 3,0  | 0,0  | 0,0  | 0,8  | 7,9   | 46,2  | 78,7  | 257,5    | 165,6    | 3,0      | 54,9     | 481,0   |

### Ecologia

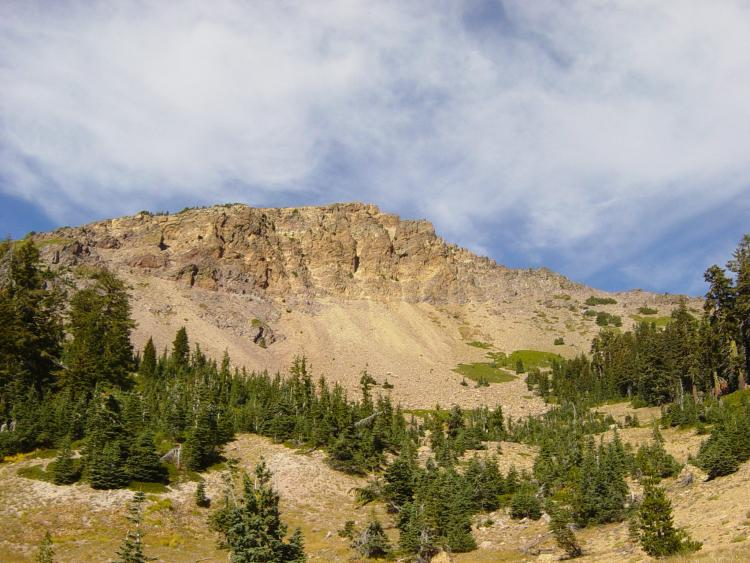
La brulla vegetazione presente sotto il versante settentrionale del monte Brokeoff

A basse altitudini, si rintracciano boschetti di ontano rosso (Alnus rubra), cedri della California (Calocedrus decurrens), abeti rossi (Abies magnifica) e pini bianchi occidentali (Pinus monticola). Vicino alle vette si trovano principalmente tsughe mertensiane (Tsuga mertensiana) e pini contorti (Pinus contorta). Numerose specie di angiosperme si sviluppano sulle pendici del monte, fioriscono a luglio nella parte bassa e a metà agosto nella zona alta. Per tale motivo, è possibile incontrare, oltre a varie specie di lupini e di denti di cane, Holodiscus discolor, Ribes montigenum, Hackelia californica, Linanthus pungens, Erysimum capitatum, Castilleja applegatei, Castilleja miniata, Ipomopsis aggregata, Penstemon spectabilis, Ranunculus alismifolius, Lewisia triphylla, Dodecatheon alpinum, Viola bakeri e Senecio fremontii.
Aquile e falchi si possono intravedere nelle rocce più alte, mentre tra i passeriformi rientrano lo junco occhiscuri (Junco hyemalis), cince delle Montagne Rocciose (Poecile gambeli), nocciolaie di Clark (Nucifraga columbiana),  picchi pileati (Dryocopus pileatus) e piranghe scarlatte (Piranga olivacea). Sciuridi e ocotonidi, così come cervidi, vivono nei dintorni della montagna.

## Storia
Prima dell'arrivo dei pionieri in California, l'area del Lassen Peak era occupata da migliaia di nativi americani raggruppati in quattro tribù principali. Questi vivevano di pesca, caccia e raccolta di semi e bacche. L'area intorno al Lassen Peak finì per diventare un rifugio per i coloni durante il XIX secolo. Le carovane erano solite percorrere i tortuosi sentieri del Nobles Emigrant Trail, il quale collegava il deserto Black Rock alla valle di Sacramento, intersecando la regione tra Susanville e Fort Reading. Peter Lassen, fabbro e rinomata guida per gli immigrati danesi americani, ottenne grandi meriti negli anni 1840 scortando gli immigrati californiani. Le tracce di vulcanesimo, considerato al tempo estinto, resero la regione una meta attraente. Nonostante gli avvertimenti contrari dei nativi americani che "un giorno la montagna sarebbe esplosa in pezzi", i coloni continuarono a stabilirsi. Nel 1865, T.M. Boardman e il medico e chimico Mathias Supan di Red Bluff avviarono l'estrazione di argilla sulfurea su un terreno intorno a Sulphur Works: dopo aver raffinato il minerale, il risultato finale andava esportato a San Francisco. Tuttavia, Supan divorziò nel 1886 e il materiale minerario passò alla sua ex moglie Angeline, la quale ottiene un atto di proprietà per 65 ettari nel 1900. L'eruzione del Lassen Peak nel maggio 1914, che produsse circa 100 esplosioni nei successivi sette anni, contribuì alla classificazione dell'area come parco nazionale nel 1916. La torre di osservazione del Lassen Peak, ricostruita in cima alla montagna Brokeoff, costituiva allora un'attrazione locale. John Gransbury prestò servizio lì per 14 anni come ranger per conto del Servizio forestale durante la stagione degli incendi, rimanendo volontariamente di stanza nel parco per il resto dell'anno, a volte sepolto dalla neve, prima di morire nel 1838. Con la Grande depressione, l'attività calò rapidamente e la famiglia Supan si accontentò di pascolare i 75 capi di bestiame mentre trascorreva l'estate nel loro rifugio. Milton Supan, figlio di Mathias e Angeline, così come i suoi figli abbandonarono le operazioni e aprirono i battenti di un centro turistico negli anni Quaranta. Si decise di costruire un centro di sport invernali e le 204 sorgenti calde furono utilizzate per le loro proprietà termali fino al 1951, quando le autorità del parco si riappropriarono del suolo privato, abbattendo varie costruzioni. Ad oggi, non sopravvivono nemmeno resti della torre di osservazione degli incendi, essendo andata completamente smantellata.

## Economia e tutela

### Agricoltura
La zona pedemontana occidentale del Tehama, situata nel comune di Manton, ospita i terreni di un'azienda produttrice di vino. Sfruttando le qualità del fertile suolo ad un'altitudine di 800 m, si è optato per l'uva chardonnay, il syrah e il durif. Sono state ottenute diverse certificazioni e riconoscimenti di qualità per la Mount Tehama Winery, la quale impiega l'immagine stilizzata di un vulcano come suo logo.

### Tutela ambientale

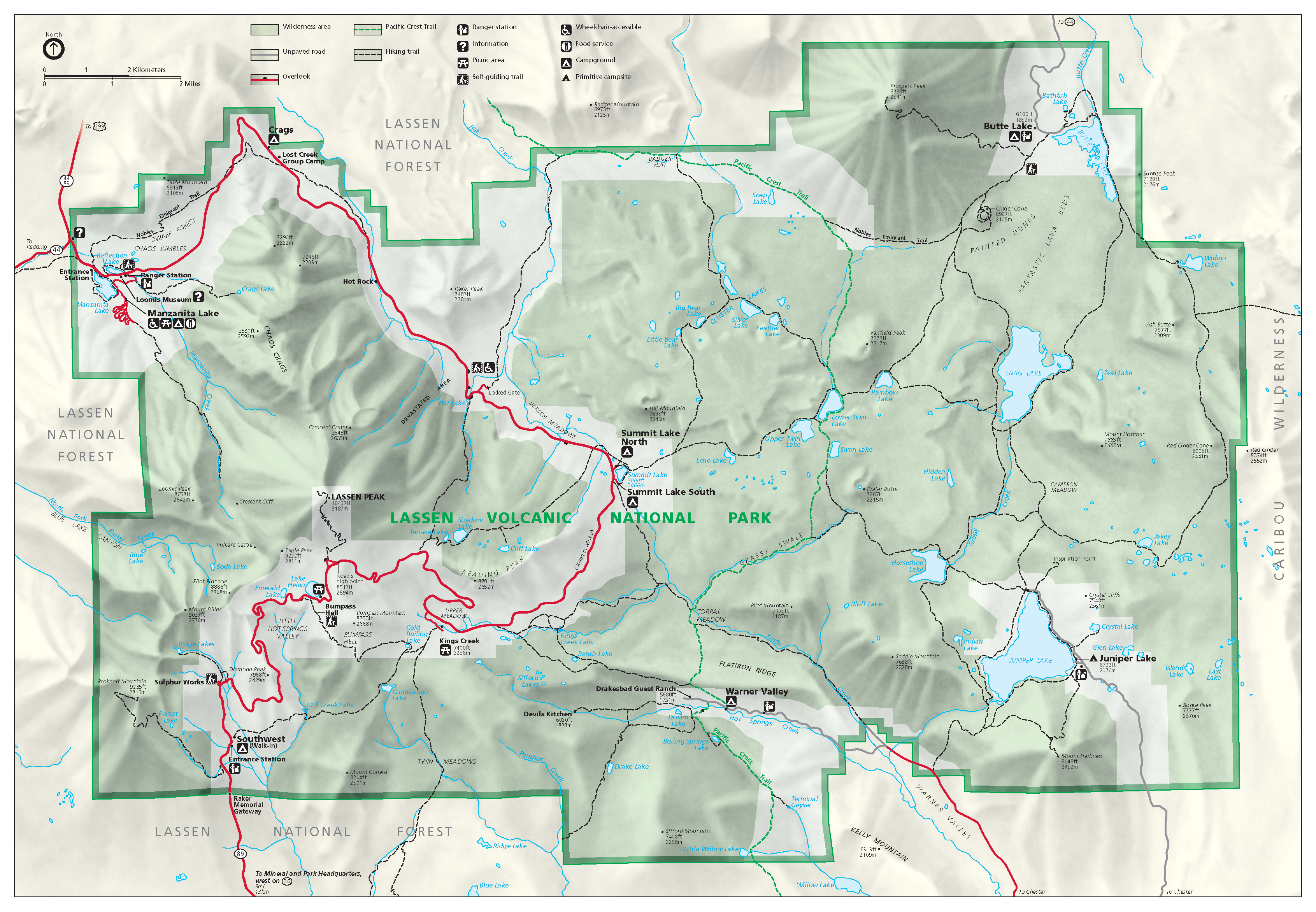
Mappa del parco nazionale vulcanico di Lassen con l'omonima riserva naturale in verde scuro

Il monte Tehama rientra nel parco nazionale vulcanico di Lassen, che occupa un'area di 429 km², all'interno della foresta nazionale omonima, quest'ultima dieci volte più grande. Il monte Brokeoff, la maggior parte del Diller, la metà nord-occidentale di Pilot Pinnacle e il Conard fanno parte della riserva naturale di Lassen (Lassen Volcanic Wilderness Area), la quale è secata in due dalla strada che attraversa la caldera.

### Turismo

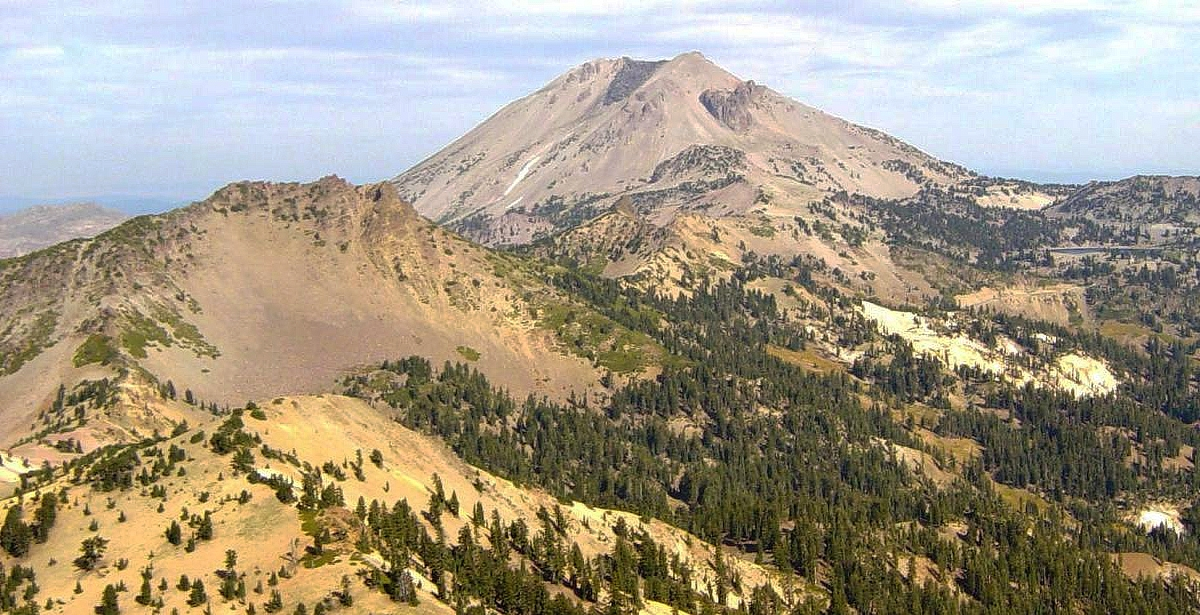
Vista del monte Diller a sinistra e Lassen Peak al centro dalla cima del Brokeoff

La pratica dell'escursionismo risulta abbastanza popolare durante i mesi estivi: i vari sentieri  consentono passeggiate della durata compresa tra le quattro e le sette ore per una distanza di 11,5 km, offrendo panorami spettacolari sul monte Diller, Lassen Peak, Chaos Crags, monte Conard e monte Shasta. La salita del monte Brokeoff, riservata a camminatori esperti, percorre il versante sud, dirigendosi dal centro turistico di Kohm Yah-mah-nee all'ingresso sud-ovest del parco nazionale o fuori dal sentiero Heart Lake Twin Meadows, che passa a sud-ovest della vetta. L'avvicinamento alla sommità subisce in inverno delle variazioni, soprattutto dovute alla neve, e si estende per 9,5 km. Il versante meridionale è altresì percorribile con sci o snowboard. La sezione tra il monte Brokeoff e Lassen Peak, quando nello specifico transita per il monte Diller, presenta alcuni tratti di discreta difficoltà. Esistono diverse possibilità per campeggio all'interno o intorno al parco, la più vicina delle quali è situata all'ingresso sud-ovest. I turisti vengono spesso avvertiti dei possibili rischi vulcanici, siano essi esplosivi, effusivi o rappresentati dal lahar.